# Dody Goodman
Dody Goodman, pseudonimo di Dolores Goodman (Columbus, 28 ottobre 1914 – Englewood, 22 giugno 2008), è stata un'attrice statunitense.

## Biografia
Non si è mai sposata e non ha mai avuto figli. Alla sua morte venne sepolta nel cimitero di Brookside ad Englewood, New Jersey.

## Filmografia parziale

### Cinema
- I due seduttori (Bedtime Story), regia di Ralph Levy (1964)
- L'ultima follia di Mel Brooks (Silent Movie), regia di Mel Brooks (1976)
- Grease - Brillantina (Grease), regia di Randal Kleiser (1978)
- Grease 2, regia di Patricia Birch (1982)
- Splash - Una sirena a Manhattan (Splash), regia di Ron Howard (1984)
- Posizioni promettenti (Private Resort), regia di George Bowers (1985)
- Cool as Ice, regia di David Kellogg (1991)

### Televisione
- Il mio amico Arnold (Diff'rent Strokes) – serie TV, 8 episodi (1981-1984)
- La signora in giallo (Murder, She Wrote) – serie TV, episodio 4x07 (1987)

## Doppiatrici italiane
Nelle versioni in italiano dei suoi film, Dody Goodman è stata doppiata da:
- Isa Bellini in Splash - Una sirena a Manhattan
- Francesca Palopoli in La signora in giallo